# Vaalserberg
Vaalserberg är med sina 322,7 meter den högsta punkten i den del av Nederländerna som ligger i Europa (jämför Saba). Berget ligger i Limburg i sydöstligaste delen av landet. På berget ligger också en trelandsgränspunkt mellan Nederländerna, Belgien och Tyskland. Att platsen också kallats för en fyraländers-gränspunkt har att göra med det neutrala området Moresnet som inrättades mellan Tyskland och nuvarande Belgien 1816 och bestod fram till efter första världskriget då det tillföll Belgien.